# Gregori Estrada i Gamissans
Gregori Estrada i Gamissans, mit bürgerlichem Namen Francesc Xavier Estrada i Gamissans, OSB, (* 28. April 1918 in Manresa; † 18. März 2015 im Kloster Montserrat) war ein katalanischer Komponist, Organist, Musikwissenschaftler und Benediktinermönch aus dem Kloster Montserrat.

## Leben und Werk
Gregori Estrada studierte von 1926 bis 1932 an der Escola de Montserrat bei Anselm Ferrer, Àngel Rodamilans und Ildefons Civil (Violine). 1933 trat er in den Benediktinerorden ein. 1941 wurde er zum Priester geweiht und änderte seinen Namen von Francesc Xavier zu Gregori Maria. Ab 1935 studierte er Orgel bei Josep Muset am Conservatori del Liceu. Der Ausbruch des Spanischen Bürgerkrieges überraschte Estrada in Andorra. Er musste deswegen seine Studien unterbrechen. Er suchte Zuflucht in den deutschen Benediktinerklöstern Maria Laach und Kloster Beuron, wo er theologische Studien betrieb. Von 1941 bis 1946 studierte er Komposition bei Josep Barberà und von 1946 bis 1950 bei Cristòfor Taltabull. Ab 1950 absolvierte er Vertiefungsstudien bei André Marchal und Charles Koechlin in Paris.
Ab 1941 ersetzte Gregori Estrada seinen zu Beginn des Bürgerkrieges ermordeten Lehrer Ildefons Civil und wirkte als Organist des Klosters Montserrat. Als solcher führte er bevorzugt zeitgenössische Orgelwerke auf. Von 1968 bis 2002 leitete Estrada auch den Mönchschor von Montserrat. Er spielte zahlreiche Werke für Orgel und Gregorianischen Gesang auf Tonträgern ein. Als Komponist schuf Gregori Estrada liturgische Werke in katalanischer Sprache. Er komponierte unter anderem das Responsorium Oh gran mister („Oh großes Mysterium“).
Als Musikwissenschaftler untersuchte er die Gesänge und die Tänze des Llibre Vermell de Montserrat. Von 1979 bis 1991 war er Vorsitzender der Katalanischen Gesellschaft für Musikwissenschaft, einer Tochtergesellschaft des Institut d’Estudis Catalans. 1992 wurde er zum emeritierten Mitglied der Historisch-Archäologischen Sektion des Institut d’Estudis Catalans ernannt. Er war die treibende Kraft hinter den Treffen Cant per a la Litúrgia („Gesang für die Liturgie“), die seit 1970 in Kloster Montserrat stattfanden. Gregori Estrada war Sekretär der Sektion Musik beim Zweiten liturgischen Kongress von Montserrat.